# Ahmet Çakar
Ahmet Çakar (Istanbul, 3 agosto 1962) è un ex arbitro di calcio e giornalista turco.
Ha diretto, al Campionato mondiale di calcio Under 20, la finale Ghana-Brasile, vinta 2-1 dai brasiliani, e al Campionato europeo di calcio 1996 ha diretto l'incontro Romania-Spagna, valido per il Gruppo B e vinto 2-1 dagli iberici. Vanta anche la direzione della semifinale di Coppa dei Campioni 1994-1995 Bayern Monaco-Ajax, finita 0-0.